# Чорна Річка (Ульяновська область)
Чорна Річка (рос. Чёрная Речка) — селище в Мелекеському районі Ульяновської області Російської Федерації. Населення становить 297 осіб. Входить до складу муніципального утворення Новомайнське міське поселення.

## Історія
Від 2004 року входить до складу муніципального утворення Новомайнське міське поселення.

## Населення
| 2010 |
| ---- |
| 297  |